# Gheorghe Mulțescu
Gheorghe Mulțescu detto "Gigi" (Botoroaga, 13 novembre 1951 – Bucarest, 15 settembre 2024) è stato un allenatore di calcio e calciatore rumeno, di ruolo centrocampista.

## Palmarès

### Giocatore
- Coppa di Romania: 3

Jiul Petroșani: 1973-1974
Dinamo Bucarest: 1981-1982, 1983-1984
- Campionato rumeno: 3

Dinamo Bucarest: 1981-1982, 1982-1983, 1983-1984

### Allenatore
- Coppa dei Balcani per club: 1

Samsunspor: 1993-1994